# Cucujomyces stipatus
Cucujomyces stipatus är en svampart som beskrevs av Thaxt. 1917. Cucujomyces stipatus ingår i släktet Cucujomyces och familjen Laboulbeniaceae.   Inga underarter finns listade i Catalogue of Life.